# Orgyia nova
Orgyia nova är en fjärilsart som beskrevs av Fitch 1865. Orgyia nova ingår i släktet fjädertofsspinnare, och familjen tofsspinnare. Inga underarter finns listade i Catalogue of Life.